# Maurice Besnier
Maurice Besnier (* 29. September 1873 in Paris; † 4. März 1933 in Caen) war ein französischer Althistoriker.
Nach dem Studium an der École normale supérieure in Paris (1893–1896) war Besnier 1896 bis 1898 Mitglied der École française de Rome, wo er sich mit römischer Epigraphik, historischer Geographie und Topografie beschäftigte, insbesondere auch des römischen Nordafrikas. 1898 wurde er Lehrbeauftragter (charge de cours) für Alte Geschichte, Archäologie und Epigraphik an der Universität Caen. 1903 wurde er dort zum außerordentlichen, 1906 zum ordentlichen Professor für Alte Geschichte und historische Hilfswissenschaften ernannt. Ab 1920 lehrte er dazu auch antike Geographie an der École pratique des hautes études in Paris. 1924 wählte ihn die Académie des inscriptions et belles-lettres zum korrespondierenden Mitglied.
Besnier beschäftigte sich überwiegend mit der Topografie, Geographie und Wirtschaftsgeschichte des Römischen Reiches. Sein Schwerpunkt war die Entwicklung der Provinzen während der Kaiserzeit. Neben Monografien und Aufsätzen verfasste er zahlreiche Artikel für Paulys Realencyclopädie der classischen Altertumswissenschaft und das Dictionnaire des Antiquités Grecques et Romaines (Daremberg-Saglio).

## Schriften (Auswahl)
- mit Paul Blanchet: Musées et collections archéologiques de l’Algérie et de la Tunisie. Collection Farges. Paris 1900
- L’Île Tibérine dans l’antiquité. Paris 1902
- De regione Paelignorum. Paris 1902
- Géographie ancienne du Maroc. Paris 1904
- Les catacombes de Rome. Rom 1909
- Histoire des fouilles de Vieux (Calvados). In: Mémoires de la Société nationale des Antiquaires de France. 69. Jahrgang, 7. Folge, Band 99 (1909), S. 225–335
- Lexique de geographie ancienne. Paris 1914
- L’Empire Romain de l’avènement des Sévères au Concile de Nicée. Paris 1937